# Агзыбир (Агдашский район)
Агзыбир (азерб. Ağzıbir) — село в Пиразинском административно-территориальном округе Агдашского района Азербайджана.
Уроженцем села является Гюндюз Сафарли — Герой Отечественной войны, майор азербайджанской армии.

## Этимология
Название села означает «река, впадающая в другой водоём».

## История
Село Агзибир в 1913 году согласно административно-территориальному делению Елизаветпольской губернии относилось к Пиразинскому сельскому обществу Арешского уезда.
В 1926 году согласно административно-территориальному делению Азербайджанской ССР село относилось к дайре Ляки Геокчайского уезда.
После реформы административного деления и упразднения уездов в 1929 году был образован Пиразинский сельсовет в Агдашском районе Азербайджанской ССР.
Согласно административному делению 1961 и 1977 года село Агзыбир входило в Пиразинский сельсовет Агдашского района Азербайджанской ССР.
В октябре 1999 года Пиразинский административно-территориальный округ был разделен на Агзыбирский и Пиразинский. В 1999 году в Азербайджане была проведена административная реформа и внутри Агзыбирского административно-территориального округа был учрежден Агзыбирский муниципалитет Агдашского района. В 2014 году Агзыбирский муниципалитет вместе с АТО были упразднены, а село вошло в состав Пиразинского муниципалитета и АТО.

## География
Агзыбир расположен на берегу Куры.
Село находится в 5 км от центра муниципалитета Пираза, в 33 км от райцентра Агдаш и в 271 км от Баку. Ближайшая железнодорожная станция — Ляки.
Село находится на высоте 8 метров над уровнем моря.

## Население
| Численность населения | Численность населения | Численность населения | Численность населения | Численность населения |
| 1886                  | 1976                  | 1985                  | 1999                  | 2009                  |
| --------------------- | --------------------- | --------------------- | --------------------- | --------------------- |
| 258                   | ↗1275                 | ↗1300                 | ↗1562                 | ↗1798                 |

В 1886 году в селе проживало 258 человек, все — азербайджанцы, по вероисповеданию — мусульмане-сунниты.
Население занимается хлопководством, хлеборобством, животноводством и коконоводством.

## Климат
| Показатель                                                                              | Янв. | Фев. | Март | Апр. | Май  | Июнь | Июль | Авг. | Сен. | Окт. | Нояб. | Дек. | Год  |
| --------------------------------------------------------------------------------------- | ---- | ---- | ---- | ---- | ---- | ---- | ---- | ---- | ---- | ---- | ----- | ---- | ---- |
| Средний суточный максимум, °C                                                           | 6,9  | 8,2  | 12,3 | 20,1 | 25,2 | 29,7 | 33,2 | 32,1 | 27,8 | 21,3 | 14,2  | 9,0  | 20,1 |
| Средняя температура, °C                                                                 | 2,9  | 4,1  | 7,9  | 14,4 | 19,4 | 23,9 | 27,1 | 25,9 | 22,1 | 16,3 | 10,0  | 5,1  | 14,9 |
| Средний суточный минимум, °C                                                            | −1   | 0,1  | 3,5  | 8,8  | 13,6 | 18,1 | 21,0 | 19,8 | 16,4 | 11,3 | 5,9   | 1,2  | 9,9  |
| Норма осадков, мм                                                                       | 22   | 26   | 30   | 40   | 53   | 41   | 19   | 22   | 24   | 49   | 29    | 27   | 382  |
| Источник: https://en.climate-data.org/asia/azerbaijan/agdas-rayonu/agz%C4%B1bir-954926/ |      |      |      |      |      |      |      |      |      |      |       |      |      |

Среднегодовая температура воздуха в селе составляет +14,9 °C. В селе семиаридный климат.

## Инфраструктура
В советское время близ села располагалась молочно-товарная ферма, а в самом селе — восьмилетняя школа, библиотека, клуб, роддом.
Ныне в селе расположены почтовое отделение, средняя школа, мечеть, библиотека, больница, амбулатория.